# Frienstedt
Frienstedt ist ein Ortsteil der Thüringer Landeshauptstadt Erfurt.

## Geografie
Das Dorf liegt etwa zehn Kilometer westlich des Erfurter Stadtzentrums an der Bundesstraße 7 und am Rande der Nesse-Talsenke auf der Alacher Hochebene im Thüringer Becken. Nachbardörfer sind Gamstädt im Westen, Ermstedt im Nordwesten, Gottstedt im Norden, Bindersleben im Nordosten, Schmira im Osten, Ingersleben im Südosten, Neudietendorf im Süden und Kleinrettbach im Südwesten. Die fruchtbare Ortsflur wird überwiegend landwirtschaftlich genutzt. Die bebaute Fläche des Frienstedter Territorium beträgt etwa 45 ha, die landwirtschaftlich genutzte Flur 620 ha und die forstwirtschaftliche Fläche im ONO der Ortslage etwa 11,5 ha. Den nördlichen Rand der Gemarkung bildet die Nesse, ein etwa 1 bis 2 m breiter Bach mit geringer Tiefe, der von Alach, seinem Quellgebiet, kommt und weiter Richtung Westen fließt. Den Untergrund des Geländes bildet Muschelkalk und Keuper. Die besondere Lage in einem von der Nesse mit einst vielen Nebenarmen Sumpfgebiet brachte früheren Einwohnern einen großen Fischreichtum als Nahrungs- und Einnahmequelle. Im Ort und in seiner nächsten Umgebung gab es 21 Brücken.
Das Dorf gliedert sich in zwei Teile. Der alte Dorfkern liegt im Norden und etwas entfernt davon ein Neubaugebiet aus der Zeit nach 1990 im Süden, der Wohnpark Erfurt-Frienstedt.

## Geschichte
Während der Römischen Kaiserzeit befand sich an der Nesse bei Frienstedt eine bedeutende germanische Siedlung. Neben Gebäuderesten und Brunnenschächten wurden 2001–2004 bei Ausgrabungen im Trassenverlauf der A 71 zahlreiche Kleinfunde römischer Herkunft geborgen, die auf eine rege Handelstätigkeit und enge Verbindungen dieser Region im freien Germanien zum römischen Reichsgebiet schließen lassen. Zu den Besonderheiten der Siedlung bei Frienstedt zählen der älteste Nachweis von Runenschrift in Mitteldeutschland und zugleich des ältesten schriftlich festgehaltenen westgermanischen Wortes sowie eine anthropomorphe Tonfigur, die in römischer Tradition als Kultobjekt genutzt wurde. (Siehe Kamm von Frienstedt)
In den ersten Jahrhunderten n. Chr. wanderten Warnen und Angeln aus dem heutigen Mecklenburg, aus Schleswig-Holstein und Dänemark in die Region ein. 
Der Ort Frienstedt wurde im Hersfelder Güterverzeichnis 796 erstmals urkundlich erwähnt. Später gelangte Frienstedt an das Kloster Reinhardsbrunn. Eine Urkunde hierzu ist nicht vorhanden, wohl jedoch eine Urkunde aus dem Jahre 1286, die besagt, dass ein Ritter Heynemann von Hain, mit Zustimmung des Landgrafen Albert von Thüringen, dem Marienstift in Erfurt 10½ Hufen Land u. a. auch in Frienstedt verkauft. 
Der Ort befand sich an der Via Regia, der bedeutendsten Heer- und Handelsstraße nach Erfurt. Im 15. Jahrhundert erwarb die expandierende Stadt Erfurt als Zentrum der Thüringer Waidstädte auch den Ort Frienstedt. 
Der Dreißigjährige Krieg brachte Frienstedt wie auch anderen Orten und Städten in Deutschland viel Leid, Blut und Schrecken. Sächsische Reiter drangen am 15. April 1622 in den Ort ein und plünderten und misshandelten die Einwohner bis Mitte Mai, gefolgt von der Einquartierung kurfürstlicher Truppen bis September. Wegen der Nähe zur via regia drangen von 1626 bis 1631 immer wieder fremde in Frienstedt ein. Auch 20 Jahre nach Kriegsende waren die Kriegsfolgen noch nicht überwunden.
Auch die Pest wütete in Frienstedt. An die Seuchen der Jahre 1351, 1354, 1382, 1434 und 1472 und zuletzt an die von 1597 oder 1683 erinnerte ein Pestkreuz am Pfarrtor, das heute nicht mehr vorhanden ist.
Frienstedt gehörte ab 1706 zum Amt Alach. Es war bis ins 18. Jahrhundert von Mauer und Graben mit vier Toren umgeben. 
1793, am 2. Juli gegen 22:00 Uhr, brach eine Feuersbrunst in Frienstedt aus, der 18 Häuser nebst verschiedenen Scheunen und Ställen sowie das Pfarrhaus zum Opfer fielen.
1802 kam er mit dem Erfurter Gebiet zu Preußen und zwischen 1807 und 1813 zum französischen Fürstentum Erfurt. 
Mit dem Wiener Kongress kam der Ort 1815 wieder zu Preußen und wurde 1816 dem Landkreis Erfurt in der preußischen Provinz Sachsen angegliedert, zu dem er bis 1944 gehörte. 
Im Jahre 1891 hielt Kaiser Wilhelm II. bei Erfurt ein Manöver ab mit einer Militärparade am 14. September bei Gamstädt. Auf dem Wege dorthin wurden der Kaiser und seine Begleitung am Fürstenhof durch Jungfrauen und Schulkinder bejubelt. Daran erinnert ein vom Bildhauer Hugo Grabe geschaffener Gedenkstein, der gegenüber der Gaststätte am Straßenrand steht. Er wurde am 16. Juni 1913 feierlich eingeweiht.
Nach dem Anschluss an das Elektrizitätswerk in Gispersleben wurden am 15. November 1908 die Straßenlaternen eingeschaltet.
Der Zweite Weltkrieg kostete den Ort 40 Tote und Vermisste. Die größten Schäden entstanden in den letzten Kriegswochen, insbesondere zwischen dem 10. und 12. April 1945.
Im April 1945 wurde Frienstedt von US-amerikanischen Truppen besetzt. Acht bei den Abwehrkämpfen in der Frienstedter Flur am 10. April 1945 ums Leben gekommene deutsche Soldaten sind auf dem Kirchhof bestattet.
Von 1956 bis 1960 erfolgte die „Vergenossenschaftlichung“ Frienstedts. Die LPGn „Guter Wille“ und „Glückliches Leben“ wurden gegründet. Nach der Bildung der KAP im Jahre 1974 schlossen sich die LPGn von Gamstädt, Frienstädt und Kleinrettbach zur LPG „Ernst Thälmann Gamstädt“ zusammen und die LPGn Ermstedt und Nottleben zur LPG „Rosa Luxemburg“. Nach der Wende bildete sich die Agrar-GmbH Frienstedt.
Am 1. April 1994 wurde Frienstedt in die Stadt Erfurt eingemeindet. In dieser Zeit erlebte der Ort ein rasches Bevölkerungswachstum durch Suburbanisierungseffekte. 1996 feierte Frienstedt das 1200. Jahr nach seiner urkundlichen Ersterwähnung.

### Namensgeschichte
Der Ortsname hat im Laufe der Jahrhunderte gewechselt: Vrinstete (9. Jahrhundert), Friesenestat, Frinstete (1143), Freyenstete (1186), Frianstete (1243) und Vrinstede (1286). Etwa seit dem 18. Jahrhundert hat der Ort seinen heutigen Namen, mit gelegentlichen Änderungen. Der Ursprung geht vielleicht auf eine alte Freistätte/Friedensstätte zurück, in der Verfolgte nicht belangt werden konnten. Der Wortteil stedt steht für eine bewohnte Stätte.

### Frienstedter Bürger
Die Frienstedter hatten schon vor 1900 einen Spottnamen: die „Margecker“. Das sind im Volksmund die großen Frösche, die im „Werrchen“, das ist das sumpfige Gebiet am Ortsende Richtung Gottstedt, die von dort ankommenden Besucher mit ihrem Konzert begrüßten.

### Wappen
Das ehemalige Wappen des Ortes zeigt nur eine Linde.

### Einwohnerentwicklung
Im Jahre 1946 waren von 689 Einwohnern 225 Umsiedler.
| Jahr      | 1843 | 1905 | 1906 | 1910 | 1919 | 1931 | 1939 | 1945 | 1946 | 1949 | 1955 | 1963 |
| --------- | ---- | ---- | ---- | ---- | ---- | ---- | ---- | ---- | ---- | ---- | ---- | ---- |
| Einwohner | 0434 | 0400 | 0412 | 0433 | 0433 | 0455 | 0468 | 0648 | 0689 | 0679 | 0630 | 0417 |
|           |      |      |      |      |      |      |      |      |      |      |      |      |
| Jahr      | 1965 | 1967 | 1972 | 1976 | 1990 | 1995 | 1996 | 2000 | 2005 | 2010 | 2015 | 2020 |
| Einwohner | 0480 | 0470 | 0468 | 0425 | 0408 | 0912 | 0978 | 1396 | 1343 | 1343 | 1329 | 1375 |

## Sehenswürdigkeiten

### Dorfkirche

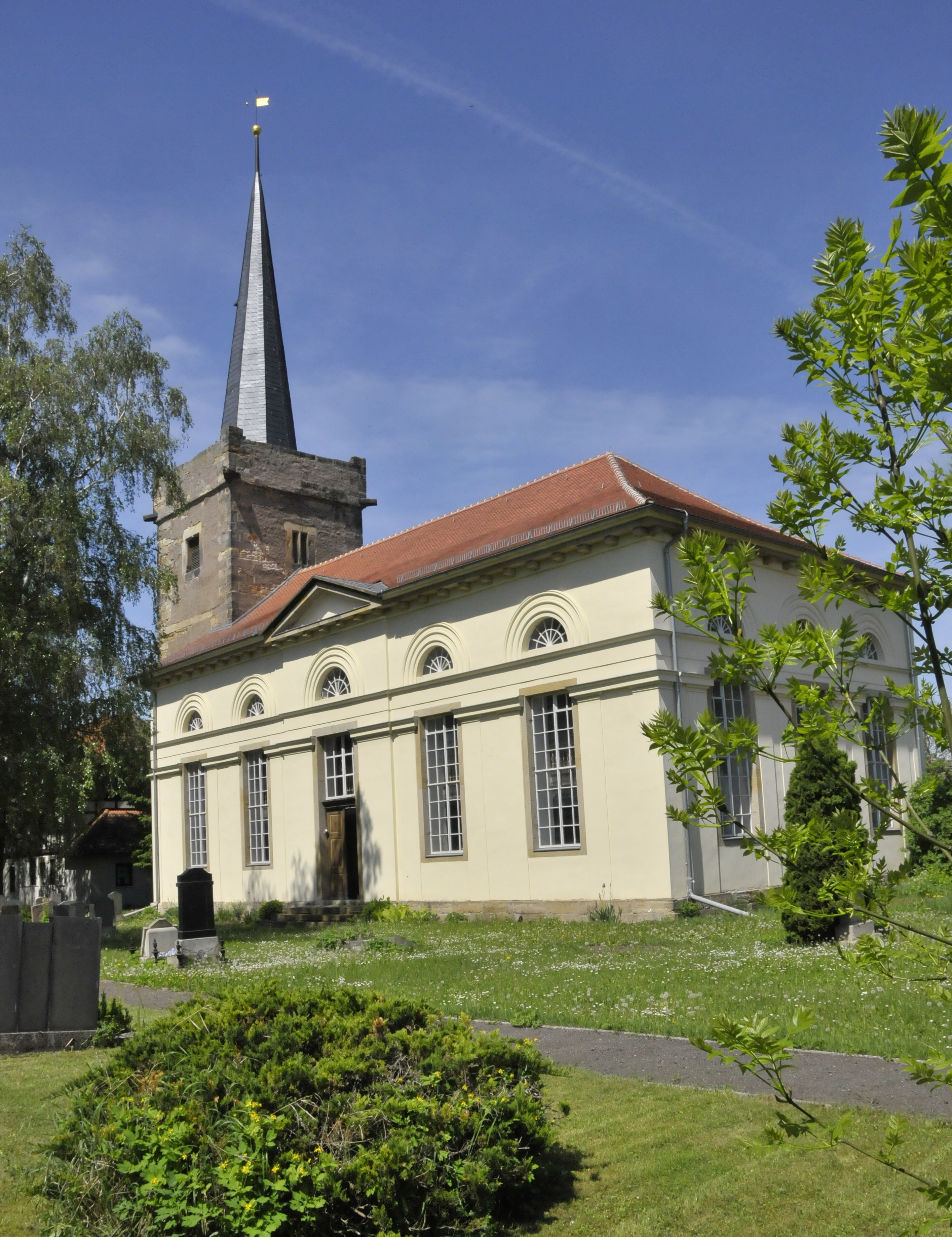
Dorfkirche St. Laurentius

Die St.-Laurentius-Kirche (Lage→) wurde als Wehrkirche 1447 erbaut. Aus dieser Zeit stammt der Kirchturm, der in die Dorfbefestigung einbezogen war. 
Am 31. März 1834 musste man die Kirche wegen Einsturzgefahr schließen. Daraufhin erfolgte der Abriss. Der Neuaufbau des Kirchenschiffes begann am 10. Mai 1835 mit der Grundsteinlegung in Anwesenheit hochgestellter Persönlichkeiten und 417 Bürgern des Ortes. Das Kirchenschiff wurde nach Entwürfen des großherzoglichen Baurats C.W. Condray in klassizistischem Stil erbaut. Auch der Kanzelaltar stammt aus dieser Zeit.
Die mit einem Kostenaufwand von 3.000 Talern in einfacher und würdiger Weise erbaute Kirche konnte am 10. Oktober 1836 eingeweiht werden. Der Turm wurde erhalten. Zwei gotische Inschriften aus der Vorgängerkirche konnte man erhalten und in die Ostwand der neuen Kirche einmauern. Sie erinnern an die Errichtung des Chors der Kirche durch Curd Goetze und Günter Kolbe im Jahr 1493. Eine Inschrift mit Minuskeln befindet sich hinter einer Empore an der Nordseite des Kirchenschiffes, die besagt, dass im Jahre 1469 ein Gunter Koturant und ein Hans Becke die Baumeister waren. 
Der Kirchturm barg drei Glocken, die im Zweiten Weltkrieg abgegeben werden mussten. Sie hatten einen Durchmesser von 1,13 m (1716, Neuguss 1891), 0,93 m (1797 aus Apolda) und 0,71 m (Benjamin Sorge). An einem Eckquader an der Südseite ist eine Sonnenuhr aus dem 14. Jahrhundert zu sehen.
Der Turm wurde 1912 erneuert. Die Giebelseite und die ortszugewandte Seite des klassizistischen Kirchenschiffs sind restauriert, die Nordseite ist ohne Putz und Dachentwässerung. Bei einem schweren Sturm mit Windhose in der Nacht vom 11. zum 12. Juli 1984 stürzte der verschieferte, spitze Turmhelm in das Kirchenschiff (Siehe auch: Kirche in Töttelstädt). Nach der Bergung des Turmknopfs wurden Münzen und einige Schriftstücke aus den Jahren 1608, 1790, 1855 und 1955 gefunden, die wieder in den neuen Turmknopf im Juli 1997 eingelegt wurden. Sponsor für den neuen Turmhelm war der Investor des Wohnparks Frienstedt. 1992 erhielt die Kirche im Turm eine Kapelle. Im November 1997 begann man mit der Sanierung der Außenfassade. Das Innere der geosteten Kirche verfügt über eine dreiseitige Doppelempore und einen Kanzelaltar.
2006 kam es zum Absturz eines Teils der Kirchendecke mit Beschädigung des Altars. 2014 löste sich Putz vom Kirchturm, sodass um ihn herum eine Absperrung erfolgen musste. Der Turm ist als früherer Wehrturm (Beobachtungs- und Signalweitergabe-Funktion) im Besitz der Stadt Erfurt, das Kirchenschiff im Besitz der Kirchgemeinde.
Die Kirche ist von dem weiterhin genutzten Friedhof umgeben.
Die Kirchgemeinde Frienstedt gehört zum Evangelischen Pfarramt Bindersleben-Frienstedt, dem auch noch die Kirchgemeinden Alach, Ermstedt, Gottstedt, Kleinrettbach, Nottleben und Zimmernsupra angehören.
Partnergemeinde ist die evangelische Gemeinde von Sulzbach.

Bilder der Kirche
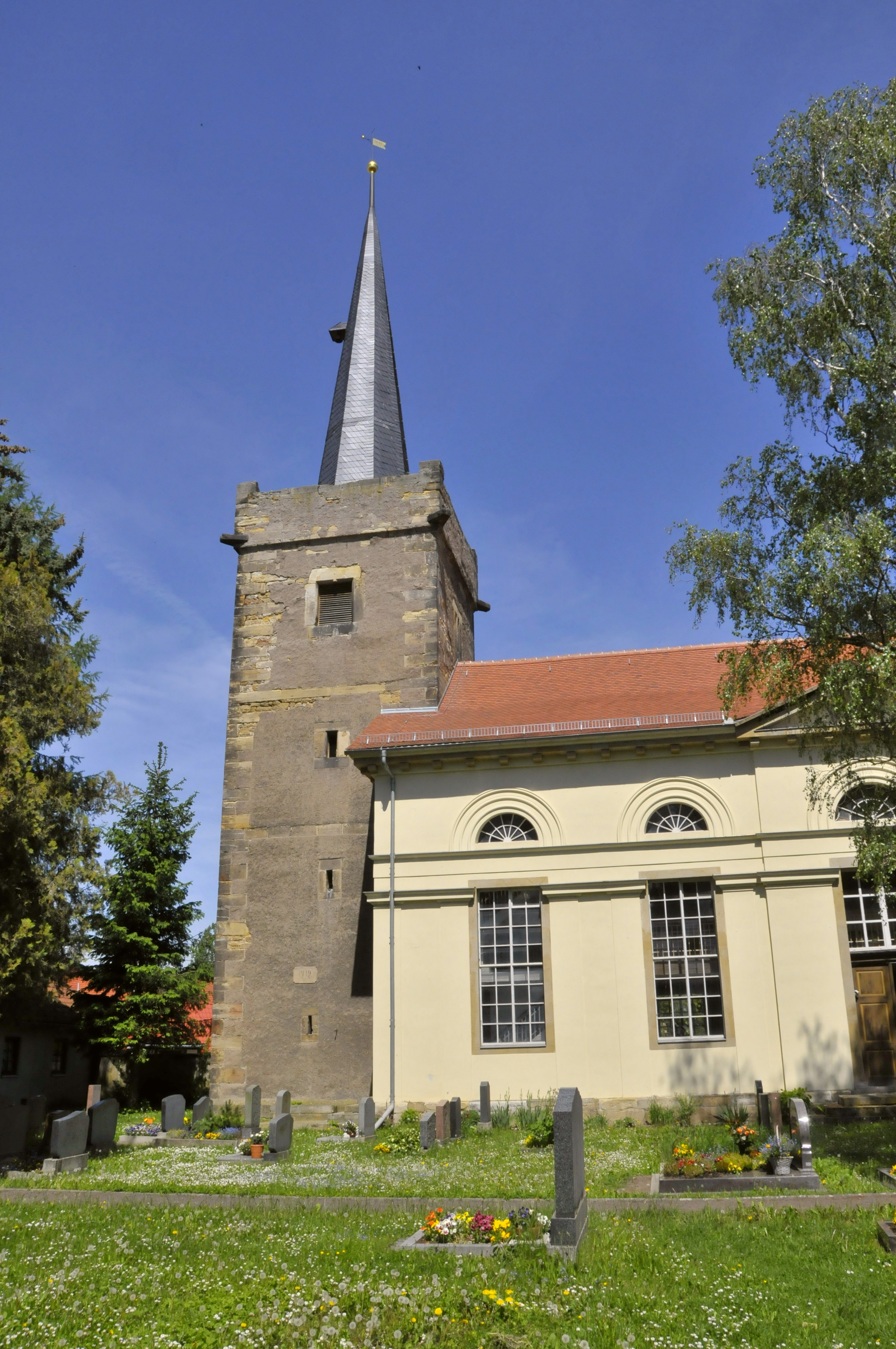
Südseite
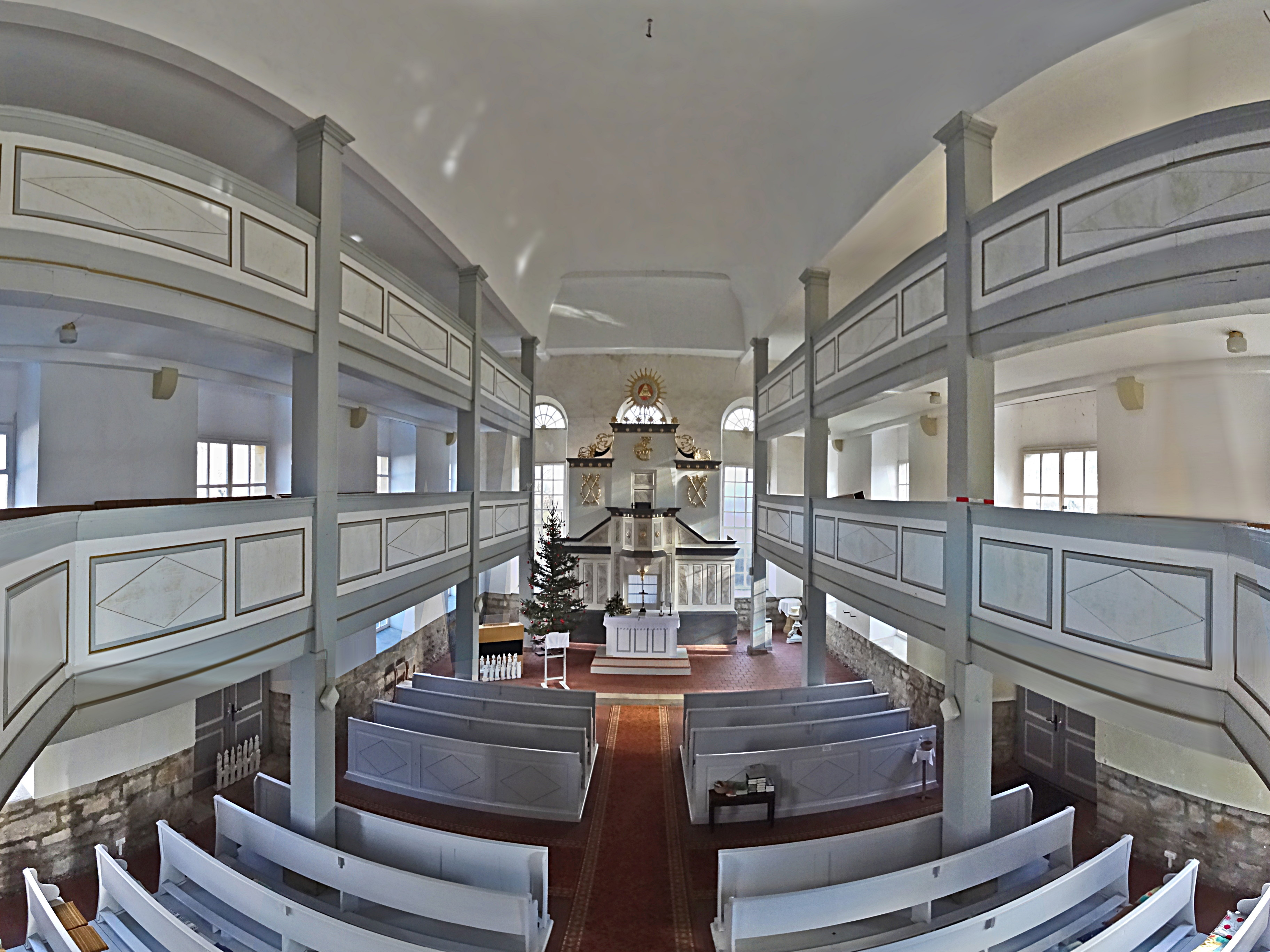
Inneres
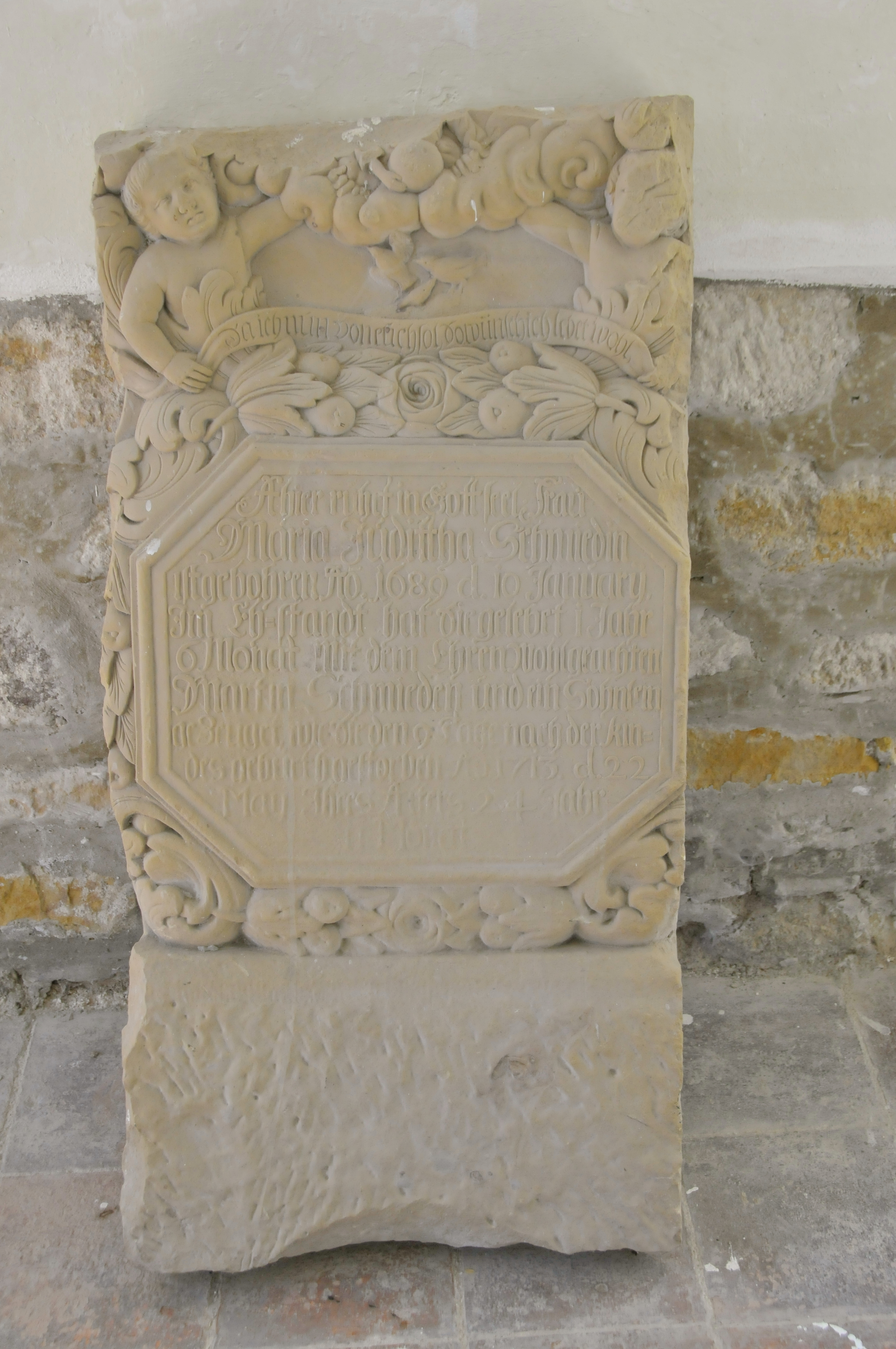
Epitaph von 1713

### Der Fürstenhof
Der historische Gasthof Fürstenhof liegt an der Bundesstraße 7. Es wurde 1836 als Zollstation und Ausspanne an der via regia errichtet. Nachdem sich gemäß einer mündlichen Überlieferung einstmals ein Fürst am Finger verletzt hatte, wurde der Gasthof Fette Gans in Fürstenhof umbenannt. 1891 stieg Kaiser Wilhelm II. mit Gattin Auguste Viktoria auf dem Weg zu einer Parade im Nachbarort Gamstädt dort ab und wurde „durch Jungfrauen und Schulkinder der Ortschaften begrüßt“. Daran (und vielleicht an einen weiteren Besuch im Jahre 1913) erinnert ein Gedenkstein an der B 7 gegenüber dem Fürstenhof, der die Aufschriften trägt: „1813 - 1913“ und „Wilhelm II. - Auguste Viktoria - 14. September 1891 - 1888 15. Juni 1913“.

### Steinkreuz und Bildstöcke
Auf der Ostseite der Dietendorfer Straße, an der Einmündung zur B 7, gegenüber dem Fürstenhof, steht ein Steinkreuz und ein aus zwei Steinsäulen bestehender Bildstockrest.
Das Steinkreuz gilt als eines der formschönsten seiner Art im thüringisch-sächsischen Raum. In sieben Zeilen mit gotischen Buchstaben erzählt es, dass im Juni des Jahres 1494 der adlige Waffenträger Volkmar von Gleichen ums Leben kam und seine Seele Frieden finden möge. ([ANO 1494 d|meß juni it|nobilis|armiger|volkmar|de glichen|carip]). Das herausgearbeitete Wappen ist allerdings nicht das derer von Gleichen. Es wird vermutet, dass es einer im Rudolstädter Raum ansässigen Adelsfamilie zuzuordnen ist, die der Familie von Gleichen als Vasallen diente.
Eine der Steinsäulen trägt die Jahreszahl 1460 ([Anno|d(omin)mi M||CCCCLX]), sie ist demnach 34 Jahre älter als die Steinsäule, was einen ursächlichen Zusammenhang unwahrscheinlich macht. 
Bis 1982 stand die Denkmalgruppe etwa 500 m weiter östlich Richtung Erfurt, dort, wo der „Ingersleber Weg“ (heute „Kleine Chaussee“) die B 7 kreuzt. In einem Frienstedter Flurplan von 1640 ist die Gruppe allerdings nicht eingezeichnet, nur ein „Straßenborn“, der in 1720 zugeschüttet wurde.

### Weiteres
- Ein Kriegerdenkmal zum Andenken an die 13 gefallenen oder vermissten Soldaten des Ortes des Ersten Weltkriegs steht vor der Kirchhofmauer. Davor befindet sich eine Tafel für die Opfer des Zweiten Weltkriegs.
- Im Ort gibt es stattliche Häuser, Bauerngehöfte, das Pfarrhaus des evangelischen Kirchspiels und das Gebäude der Ortschaftsverwaltung. Siehe auch: Liste der Kulturdenkmale in Frienstedt

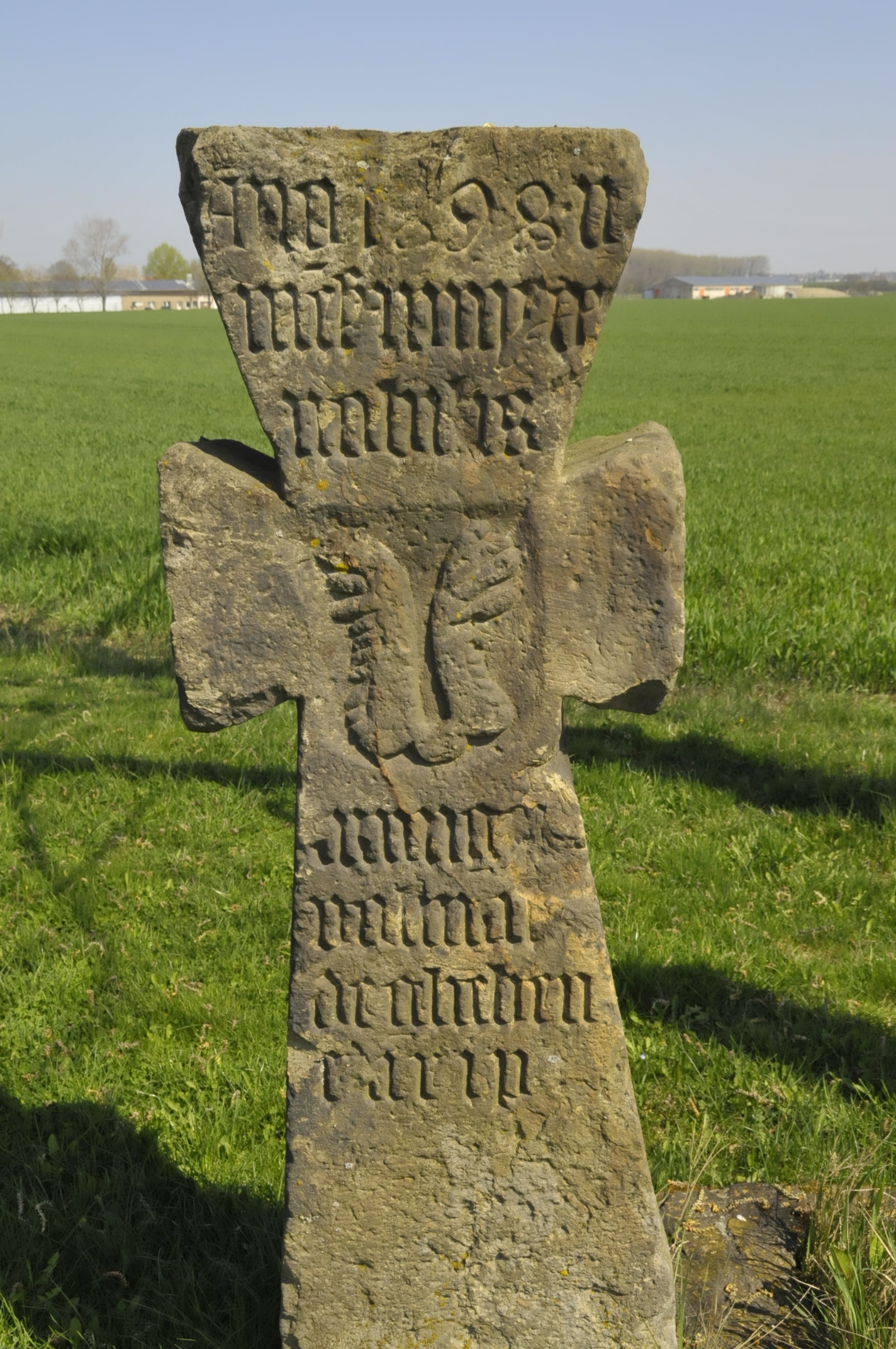
Steinkreuz
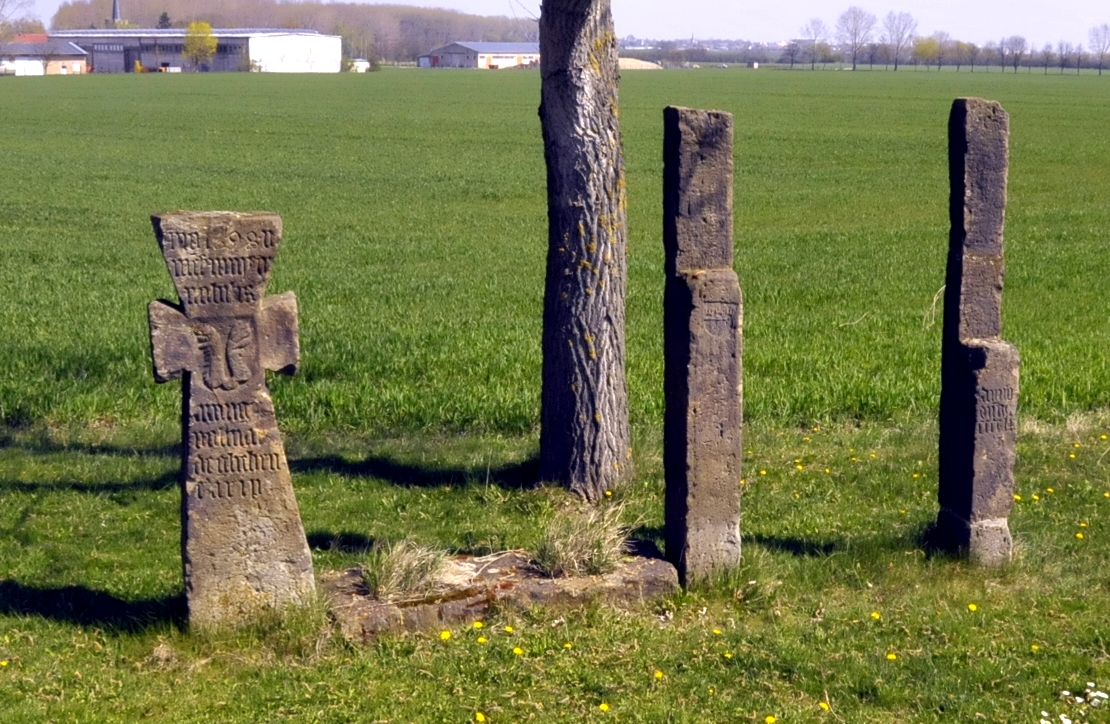
Die Bodendenkmal-Gruppe: 1 Kreuz, 2 Säulen und am Boden liegende Stabilisierungsplatte für die Säulen, ursprünglich unterirdisch
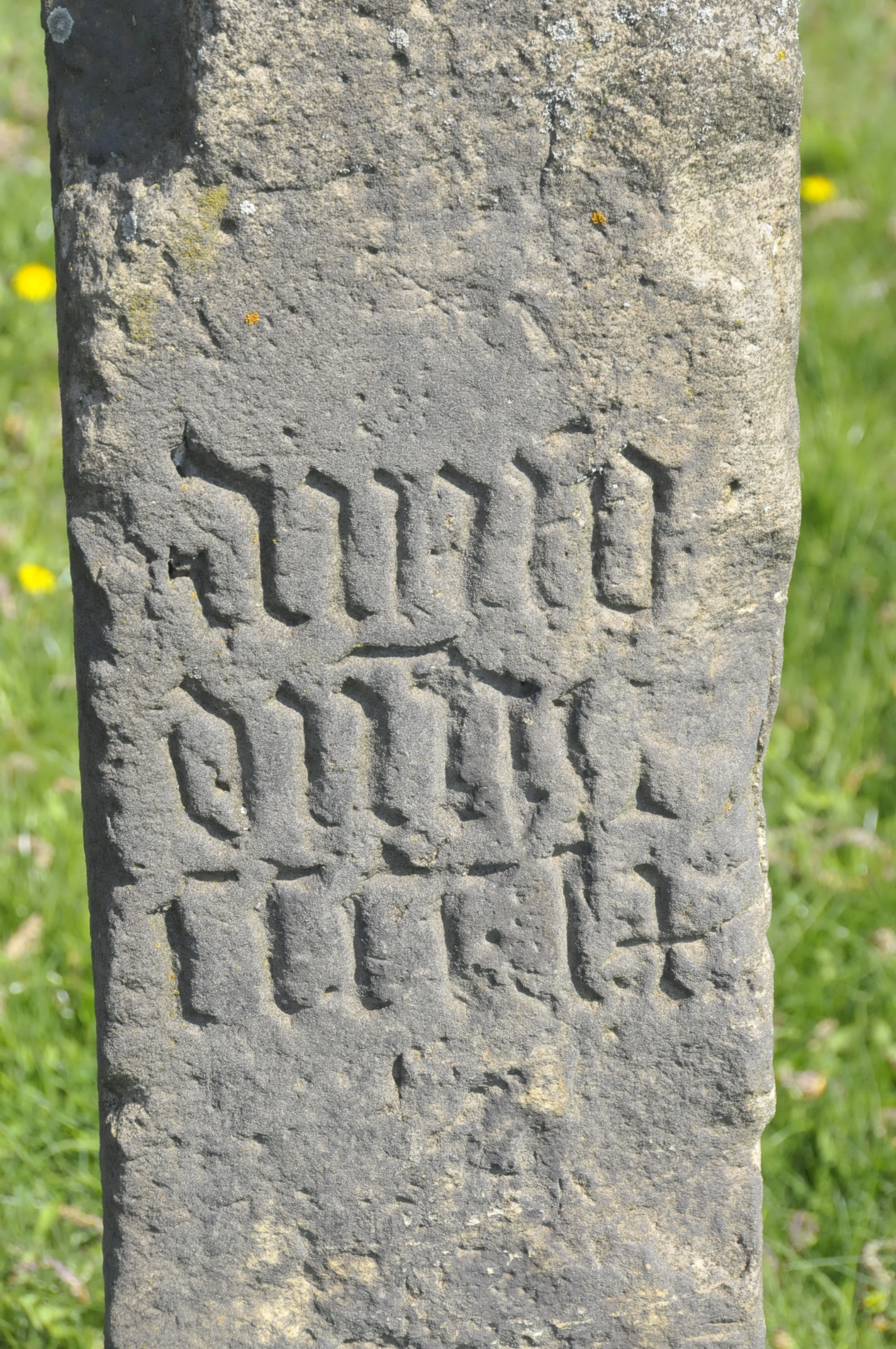
Inschrift auf einer Säule
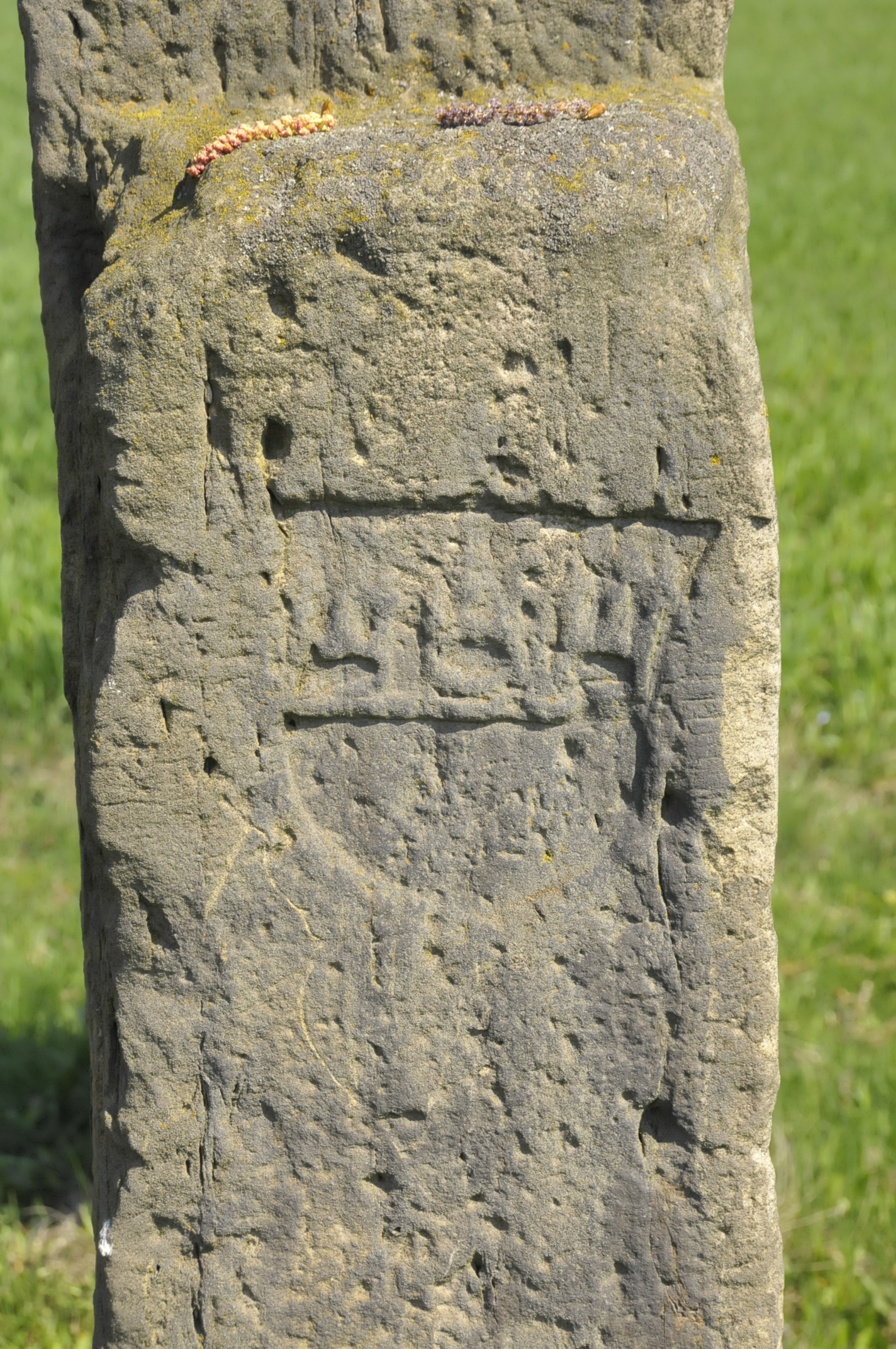
Inschrift auf der anderen Säule
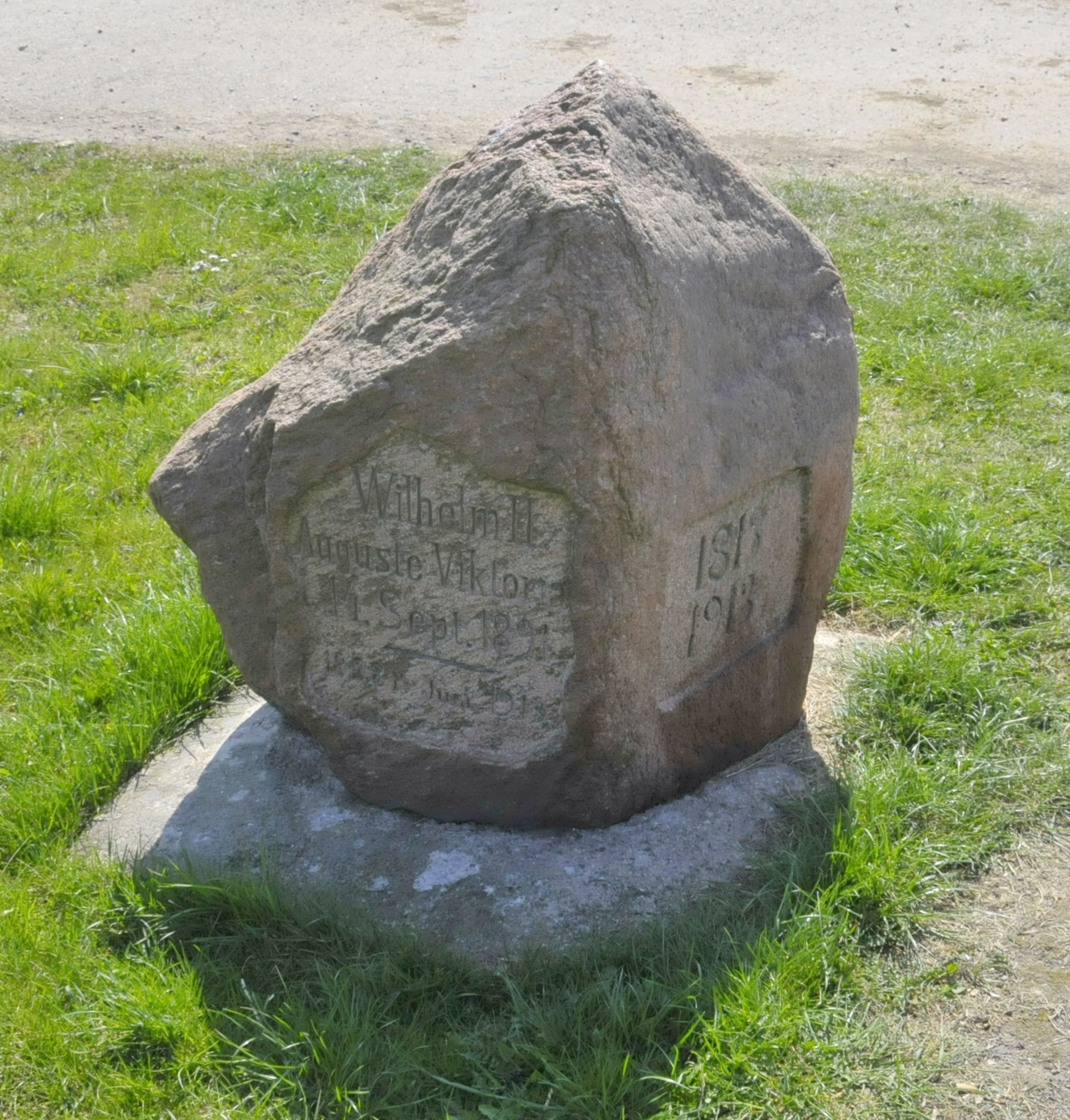
Kaiser-Wilhelm-Gedenkstein
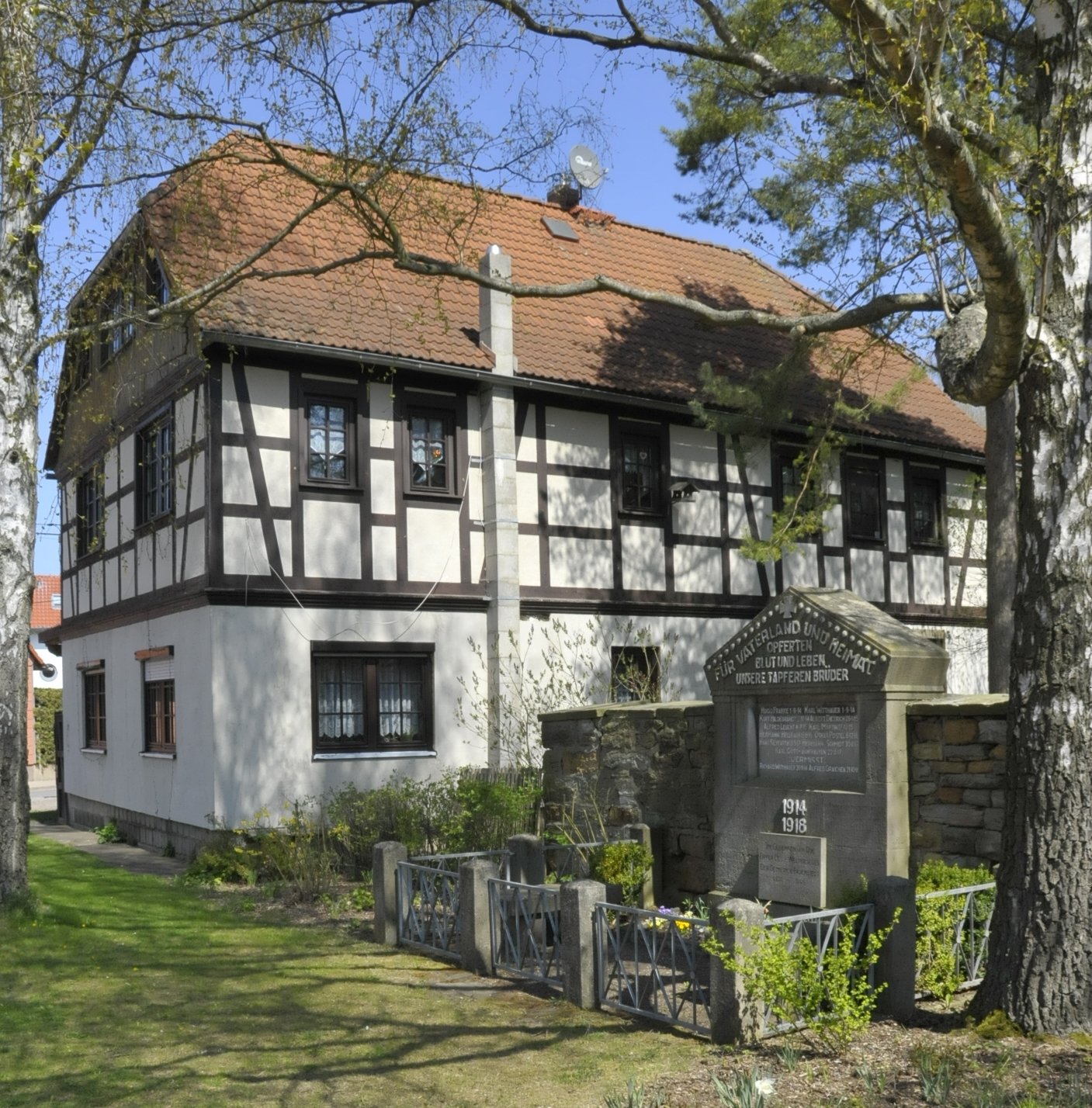
Kriegerdenkmal

## Wirtschaft und Verkehr
Im Zeitraum von 1230 bis 1680 blühte in Thüringen der Waidanbau und der Handel mit den Pflanze. Im Jahre 1597 gab es in Frienstedt 36 Waidbauern mit einer Gesamtfläche von 80 Acker. Nach Ende des Dreißigjährigen Kriegs brach dann der Handel zugunsten des billigeren indischen Indigos ein.
Frienstedt ist heute wie ehedem ein landwirtschaftlich geprägter Ort. Größter landwirtschaftlicher Betrieb ist die aus der LPG hervorgegangene Agrar GmbH Frienstedt. Viele Einwohner arbeiten in den nahen Städten Erfurt und Gotha.
Der Ort liegt an der Bundesstraße 7, jeweils etwa zehn Kilometer von Gotha im Westen und Erfurt im Osten entfernt. Er ist über eine Stadtbuslinie mit der Landeshauptstadt verbunden. Etwa einen Kilometer östlich des Ortes verläuft die Bundesautobahn 71 mit der Anschlussstelle Erfurt-Bindersleben.
Die B 7 wird bis Erfurt von einem Radweg begleitet.
In östlicher Richtung (auf Höhe der Auffahrt zur Bundesautobahn 71) ist eine IKEA-Filiale zu finden.

## Vereine
Wie in vielen anderen Dörfern gab es in Frienstedt in der Vergangenheit eine Vielzahl von Vereinen.
- 1875 gründete sich der Landwirtschaftliche Bergkreisverein.
- 1877 wurde der Feuerwehrverein gegründet. Er zählte 1996 56 Mitglieder, einschließlich 9 Frauen, hinzu kam eine Jugendfeuerwehr-Gruppe. 1989 wurde das neue Feuerwehrhaus eingeweiht.
- Ab 1918 gab es den Burschenverein „Gemütlichkeit“ aus ledigen Männern.
- 1922 wurde der Männergesangverein  unter Richard Seligmann gegründet.
- Von 1926 bis 1930 betätigte sich der Turnverein „Gut Heil“.
- 1957 wurde ein Karnevalverein ins Leben gerufen.
- 1962 im Dezember wurde eine Jagdgenossenschaft gegründet.
- 1974 fanden sich die Kleintierzüchter in einem Verein zusammen[5].

Unter den heutigen Vereinen in Frienstedt sind besonders hervorzuheben:
- der Kulturverein Frienstedt e. V., der 1991 zur Heimat- und Traditionspflege gegründet wurde.
- der Freundeskreis der St.-Laurentius-Kirche, gegründet im Jahre 2005.
- der SV Fortuna Frienstedt, der örtliche Fußball-Verein, gegründet im Jahre 1948.

## Persönlichkeiten
- Ida Koch (1840–1892), Wohltäterin der Stadt Gotha, hat 1892 die Stadt Gotha als Universalerbin testamentarisch eingesetzt. (Waltershäuser Straße 11)